# Magnesiofoitita
La magnesiofoitita és un mineral de la classe dels silicats, que pertany al grup de la turmalina. Rep el nom per la seva relació amb la foitita.

## Característiques
La magnesiofoitita és un silicat de fórmula química (□,Na)(Mg₂Al)Al₆(Si₆O18)(BO₃)₃(OH)₃(OH). Va ser aprovada com a espècie vàlida per l'Associació Mineralògica Internacional l'any 1998. Cristal·litza en el sistema trigonal. La seva duresa a l'escala de Mohs és 7.
Segons la classificació de Nickel-Strunz, la magnesiofoitita pertany a «09.CK - Ciclosilicats, amb enllaços senzills de 6 [Si₆O18]12-, amb anions complexos aïllats» juntament amb els següents minerals: fluorschorl, fluorbuergerita, cromodravita, dravita, elbaïta, feruvita, foitita, liddicoatita, olenita, povondraïta, schorl, rossmanita, oxivanadiodravita, oxidravita, oxirossmanita, cromoaluminopovondraïta, fluordravita, fluoruvita, abenakiïta-(Ce), scawtita, steenstrupina-(Ce) i thorosteenstrupina.

## Formació i jaciments
Va ser descoberta a Kyonosawa, a la ciutat de Mitomi-mura (Yamanashi, Japó). Tot i tractar-se d'una espècie no gaire habitual ha estat descrita en tots els continents del planeta a excepció de l'Antàrtida.